# 芒特莱巴嫩
芒特莱巴嫩（英語：Mount Lebanon）是美国路易斯安那州下属的一座城市。根据2010年美国人口普查，该市有人口83人。建置上，属于“town”。